# Slovak Juniors
Das Slovak Juniors (auch Slovak Junior International genannt) ist im Badminton die offene internationale Meisterschaft der Slowakei für Junioren und damit das bedeutendste internationale Juniorenturnier in der Slowakei. Es wurde erstmals 1994 ausgetragen und findet seitdem jährlich statt. Es finden Wettbewerbe für Junioren der Altersklasse U19 sowie Wettbewerbe für Jugendliche der Altersklassen U11, U13, U15 und U17 statt.

## Sieger der Juniorenkategorie
| Saison    | Herreneinzel        | Dameneinzel           | Herrendoppel                         | Damendoppel                                | Mixed                                  |
| --------- | ------------------- | --------------------- | ------------------------------------ | ------------------------------------------ | -------------------------------------- |
| 1994      | Dmitry Miznikov     | Joanna Szleszyńska    | Paweł Kaczyński Michał Łogosz        | Monika Bieńkowska Malgorzata Lenartowicz   | Dmitry Miznikov Natalja Esipenko       |
| 1995      | Mojmír Skalický jr. | Victoria Kobylka      | Christian Roth Mike Petersen         | Elena Dubova Victoria Kobylka              | Mojmír Skalický jr. Martina Polášková  |
| 1996      | Przemysław Wacha    | Angelika Węgrzyn      | Jiří Skočdopole Václav Drašnar       | Bettina Menczel Gabriella Dakó             | Tomasz Śliwiński Agnieszka Jaskuła     |
| 1997      | Piotr Żołądek       | Kamila Augustyn       | Andrey Konakh Dimitrij Gutarev       | Nadieżda Kostiuczyk Olja Kostiuczyk        | Piotr Żołądek Kamila Augustyn          |
| 1998      | Dainius Mikalauskas | Erika Milikauskaitė   | Jiří Skočdopole Václav Drašnar       | Kvetoslava Orlovská Barbora Bobrovská      | Pavel Mečár Barbora Bobrovská          |
| 1999      | Mateusz Walaszek    | Anna Rosko            | Rafał Hawel Bartosz Kocik            | Kvetoslava Orlovská Gabriela Zabavníková   | Mateusz Walaszek Anna Rosko            |
| 2000      | Bartosz Kocik       | Gabriela Zabavníková  | Radim Tomšík Tomáš Veverka           | Kvetoslava Orlovská Barbora Bobrovská      | Tomáš Lobotka Gabriela Zabavníková     |
| 2001      | Rafał Hawel         | Gabriela Zabavníková  | Stanislav Kohoutek Petr Koukal       | Kvetoslava Orlovská Gabriela Zabavníková   | Tomáš Lobotka Gabriela Zabavníková     |
| 2002      | Adam Cwalina        | Nadieżda Kostiuczyk   | Adam Cwalina Wojciech Szkudlarczyk   | Nadieżda Kostiuczyk Olga Konon             | Evgenij Jakovchuk Nadieżda Kostiuczyk  |
| 2003      | Vladimir Malkov     | Anastasia Kudinova    | Anton Sosedov Sergey Shumilkin       | Elena Chernyavskaya Anastasia Kudinova     | Sergey Shumilkin Anastasia Kudinova    |
| 2004      | Krasimir Jankov     | Olga Konon            | Matthieu Lo Ying Ping Brice Leverdez | Pavla Janošová Miroslava Vašková           | Neven Rihtar Maja Šavor                |
| 2005      | Mili Arapović       | Kristína Ludíková     | Laurent Constantin Maxime Renault    | Kristína Ludíková Dominika Koukalová       | Maciej Kowalik Marlena Flis            |
| 2006      | Dmytro Zavadsky     | Mariya Martynenko     | Georgiy Natarov Dmytro Zavadsky      | Jillie Cooper Linda Sloan                  | Dmytro Zavadsky Mariya Martynenko      |
| 2007      | Mariya Ulitina      | David Obernosterer    | Aljoša Turk Matevž Bajuk             | Šárka Křížková Petra Hofmanová             | Gennadiy Natarov Olga Nadtochiy        |
| 2008      | Alexandre Françoise | Natalia Perminova     | Sylvain Grosjean Sam Magee           | Anastasia Chervyakova Romina Gabdullina    | Yaroslav Egerev Romina Gabdullina      |
| 2009      | Max Schwenger       | Lucie Havlová         | Jacek Kołumbajew Paweł Prądziński    | Sára Fekete Krisztina Perényi              | Lukáš Zevl Lucie Havlová               |
| 2010      | Tri Prasetyo        | Sonia Olariu          | Paweł Pietryja Przemysław Urban      | Alina Artamonova Ekaterina Bolotova        | Vojtech Šelong Jana Žwaková            |
| 2011      | Matej Hliničan      | Tereza Lajdová        | Jaromír Janáček Adam Mendrek         | Zuzana Jerichová Tereza Lajdová            | Urban Turk Urša Arih                   |
| 2012      | Adam Mendrek        | Victoria Dergunova    | Miłosz Bochat Mateusz Świerczyński   | Maja Pavlinić Dorotea Sutara               | Filip Špoljarec Lucija Vlah            |
| 2013      | Adam Mendrek        | Elizaveta Pyatina     | David Peng Max Weißkirchen           | Alida Chen Cheryl Seinen                   | Adam Mendrek Cheryl Seinen             |
| 2014      | Dragoslav Petrović  | Ronja Stern           | Aleksander Jabłoński Paweł Śmiłowski | Ronja Stern Simone von Rotz                | Paweł Śmiłowski Magdalena Świerczyńska |
| 2015      | Ondřej Král         | Anna Mikhalkova       | Michal Hubáček Jan Louda             | Maryna Iljinska Anna Mikhalkova            | Paweł Śmiłowski Magdalena Świerczyńska |
| 2016      | Jan Louda           | Sara Peñalver Pereira | Daniel Nikolov Ivan Panev            | Wiktoria Dąbczyńska Aleksandra Goszczyńska | Danylo Bosniuk Yevgeniya Paksyutova    |
| 2017      | Chen Shiau-cheng    | Hsieh Yu-ying         | Karl Kert Marcus Lõo                 | Vlada Gynga Petra Polanc                   | Matěj Ehm Pavlína Krpatová             |
| 2018      | Varun Kapur         | Kateřina Mikelová     | Andrej Antoška Jakub Horák           | Lucie Krpatová Kateřina Zuzáková           | Vít Kulíšek Valentýna Sonnková         |
| 2019      | Matthias Kicklitz   | Amy Tan               | Andrej Antoška Jakub Horák           | Lucie Krpatová Kateřina Zuzáková           | Matthias Kicklitz Thuc Phuong Nguyen   |
| 2020 2021 | nicht ausgetragen   | nicht ausgetragen     | nicht ausgetragen                    | nicht ausgetragen                          | nicht ausgetragen                      |
| 2022      | Mateusz Golasz      | Anja Blazina          | Mateusz Golasz Bartlomiej Butkus     | Kateřina Koliašová Kateřina Osladilová     | Jan Razl Kateřina Osladilová           |
| 2023      | Pranay Shettigar    | Lee Pin-yi            | Pranay Shettigar Randeep Singh       | Lee Pin-yi Liao Jui-chi                    | Žiga Podgoršek Nika Bedič              |
| 2024      | Paul Massias        | Ishasriya Mekala      | Raphael Chris Deloy Markis Tew       | Nela Fliglová Aleksandra Kurkiewicz        | Filip Titěra Erika Osičková            |